# The Trump Entrepreneur Initiative
The Trump Entrepreneur Initiative (ehemals Trump University, zwischenzeitlich auch Trump Wealth Institute) ist ein amerikanisches Unternehmen, das zur Trump Organization gehört und Crashkurse über Unternehmensgründung, Vermögensverwaltung, Vermögensvermehrung und Immobilienhandel vertrieb, die durch E-Learningangebote ergänzt wurden. 2010 wurde der operative Geschäftsbetrieb faktisch eingestellt. Seitdem wurden keine Kurse mehr vertrieben.

## Firma und Geschäftsmodell
Das Unternehmen wurde im Jahr 2004 von dem Unternehmer Donald Trump, Michael Sexton und Jonathan Spitalny als Trump University LLC gegründet, die am 23. Mai 2005 den Geschäftsbetrieb aufnahm. Das sogenannte Trump Institute vertrieb in Lizenz der Trump University zwischen 2006 und 2009 in Florida gleichartige Angebote, die von Donald Trump beworben wurden.
In 700 Orten der Vereinigten Staaten wurden kostenlose 90-minütige „Schnupperkurse“ abgehalten, deren Teilnehmern versucht wurde, mehrtägige Seminare zu verkaufen. Die Gebühren hierfür rangierten von 1.495 bis zu 34.995 US-Dollar pro Veranstaltung. Annonciert wurde das Angebot in Zeitungsanzeigen und durch Spam-E-Mails, in denen Donald Trump versprach, von ihm „handverlesene“ „unglaubliche Köpfe“ würden die Absolventen in das „Geheimnis seines Erfolgs“ einweihen, sie dazu befähigen, durch Immobilienspekulation schnell reich zu werden und ihnen darüber hinaus Geldgeber für diese Geschäfte zu vermitteln. Die Dozenten, die von Trump wider besseres Wissen u. a. als Professoren und Immobilienexperten beworben wurden, arbeiteten auf Provisionsbasis und führten die Veranstaltungen. Deren Ablauf war, bis hin zur Raumtemperatur, in einer Art Drehbuch festgelegt mit dem Ziel, die Teilnehmer zur Buchung kostenpflichtiger Kurse zu animieren.
Insgesamt nahmen 80.308 Personen an 2.000 kostenlosen Veranstaltungen teil, und 7.611 buchten ein kostenpflichtiges Angebot. Eigene Liegenschaften und Räumlichkeiten für Kurse gab es nicht. Für die Veranstaltungen wurden jeweils Säle angemietet.
Die Trump University war weder als Bildungseinrichtung anerkannt, noch als Universität oder College akkreditiert. Am 27. Mai 2005 unterrichtete das New York State Education Department das Unternehmen darüber, dass es gegen das New York Education Law verstoße, indem es die irreführende Bezeichnung „Universität“ in der Firma führt. Erst nach Klageandrohung im April 2010 erfolgte im Juni 2010 die Umbenennung der Gesellschaft, die sich 2008 kurzzeitig auch Trump Wealth Institute nannte, in The Trump Entrepreneur Initiative.
Im Mai 2011 war das Unternehmen Gegenstand einer Untersuchung durch die Abteilung für illegale Geschäftspraktiken der New Yorker Staatsanwaltschaft, die in einem Prozess am 24. August 2013 mündete.

## Betrugsvorwürfe
Am 24. August 2013 reichte der Bundesstaat New York eine Zivilklage in Höhe von 40 Millionen US-Dollar gegen das Unternehmen ein, das seine Tätigkeit seit 2010 im Wesentlichen eingestellt hatte. Die Klage beruhte auf der Anschuldigung, Mitarbeiter der Trump University hätten illegale Geschäftspraktiken getätigt und falsche Versprechen abgegeben. Die Behörde des Attorney General teilte zunächst mit, dass die mehr als zwanzig Anzeigen geprüft würden. Einige Tage später entschied Pam Bondi, die das Amt innehatte, dass Florida keine Schritte einleiten würde. An Bondis Wahlkampfkomitee war kurz vorher durch Trump eine Wahlspende von 25.000 Dollar gezahlt worden.
Donald Trump wies die Anschuldigungen zurück und verwies auf eine Zufriedenheitsrate von 98 %. Trump bezeichnete den New Yorker Generalstaatsanwalt (Attorney General) Eric Schneiderman als „politischen Nichtsnutz, der Aufmerksamkeit anstrebe“ (a political hack looking to get publicity).
Schneiderman äußerte sich folgendermaßen dazu: „Wir begannen damit, die Trump University zu beobachten und entdeckten, dass es sich bei deren Geschäftstätigkeit um klassisches Beispiel eines Lockvogelangebot-Schemas (Bait-and-switch) handele. Es war ein Betrug, der bereits damit begann, dass es sich nicht um eine Universität handelte.“ Schneiderman warf Trump vor, 5.000 Personen betrügerisch dazu gebracht zu haben, bis zu 35.000 US$ (inflationsbereinigt: 44.900€) gezahlt zu haben, um das Immobilienbusiness zu erlernen.
Trump gab dazu widersprüchliche Angaben ab. In einem Infomercial sagte er: „Und ehrlich gesagt, wenn man von denen nicht lernen kann, wenn Sie nicht von mir lernen, wenn Sie nicht von den Menschen lernen, die wir ihnen vorsetzen, und dies sind alle Menschen, die von mir ausgelesen wurden, dann werden Sie es einfach nicht schaffen Erfolg in Bezug auf die Weltklasse zu haben.“ Trump sagte 2012 – was im Widerspruch zu den Behauptungen der Trump-University-Werbebroschüren und Verkaufsmaterialien steht, dass im Gegensatz zu Aussagen der Trump-Universität und Aussagen, die er im Infomercial gemacht hat, er weder die Lehrer ausgewählt noch den Lehrplan eingesehen habe.
Im Oktober 2014 befand ein New Yorker Richter Trump für schuldig, Erziehungsgesetze des Staates verletzt zu haben.
In einem getrennten Verfahren Mitte Februar 2014 ließ Gonzalo P. Curiel, Bundesrichter aus San Diego, die Klage von Kursteilnehmern, die der Ansicht waren, durch Trumps Institut betrogen worden zu sein, in Kalifornien, Florida und New York zu. Trump erwähnte hernach, dass es sich bei dem Richter um einen Hispanic handele, was diesen ihm gegenüber voreingenommen mache. Attorney General Schneiderman bezeichnete dies als Rassenhetze.
Die Trump University strengte 2010 eine Klage gegen eine ehemalige Kundin, Tarla Makaeff, an. Der Streitwert betrug 1 Mio. US-Dollar. Makaeff hatte ca. 37.000 US-Dollar für Seminare gezahlt, dann an einer Sammelklage gegen die University teilgenommen und ihre Erfahrungen in sozialen Medien veröffentlicht.
Das Unternehmen verlor jedoch diese „SLAPP-Klage“ und ein US-Bezirksrichter verurteilte es im April 2015 dazu, Makaeff und ihren Anwälten umgerechnet 843.000€ zu zahlen. Die Trump-Organisation kündigte rechtliche Schritte gegen das Urteil an.
Während der Vorwahlen der Präsidentschaftswahl 2016 konfrontierten im Februar des Jahres zwei der republikanischen Konkurrenten Trumps, Ted Cruz und Marco Rubio, diesen mit der Geschichte der Trump University. Trotz Trumps seinerzeitiger Behauptung, die meisten Prozesse gewonnen zu haben, waren zu dem Zeitpunkt alle drei Klagen noch anhängig.
Christopher L. Peterson von der University of Utah vertrat die Ansicht, dass ein etwaiger Präsident Donald Trump wegen der Affäre um die Trump University des Amtes enthoben werden könnte. Sollte sich systematischer Betrug im Zusammenhang mit der Trump University bestätigen, sei dies ein schwerwiegendes Verbrechen. Dies könne die Basis für ein Amtsenthebungsverfahren werden, da nach amerikanischem Recht eine Amtsenthebung auf der Grundlage von Straftaten, die vor der Vereidigung begangen wurden, möglich sei.
Am 18. November 2016, 10 Tage nach seiner Wahl zum US-Präsidenten, erklärte Trump seine Absicht, 25 Millionen US-Dollar an die Kläger zu zahlen, um die Einstellung aller im Zusammenhang mit den Aktivitäten der Trump University noch anhängigen Gerichtsverfahren zu bewirken. Vorher hatte Trump noch behauptet, dass er sich aus Prinzip auf keinen Vergleich einigen werde, zumal er nichts Illegales getan habe.